# Militärputsch in Gabun 2023
Am 30. August 2023 ereignete sich ein Militärputsch in Gabun vor dem Hintergrund politischer Spannungen in Gabun im Zusammenhang mit den Parlamentswahlen am 26. August 2023. Präsident Ali Bongo Ondimba, dessen Wahlsieg tags zuvor bekannt gegeben worden war, sowie die gesamte Regierung wurden für abgesetzt erklärt, als Übergangspräsident wurde Brigadegeneral Brice Clotaire Oligui Nguema ernannt. Der Staatsstreich ist der siebte in West- und Zentralafrika seit 2020, nach ähnlichen Vorfällen in Mali (zweimal), Guinea, Burkina Faso (zweimal) und Niger.

## Hintergrund
Seit der Unabhängigkeit von Frankreich im Jahr 1960 hat Gabun mehrere Putsche und Putschversuche erlebt, zuletzt im Jahr 2019 gegen Präsident Ali Bongo Ondimba, der 2009 nach dem Tod seines Vaters Omar Bongo neues Staatsoberhaupt geworden war. Omar Bongo selbst hatte von 1967 bis 2009 das Amt des Präsidenten inne.

### Soziale und ökonomische Lage
Gabun war im Sommer 2023 mit schwerwiegenden sozioökonomischen Problemen konfrontiert: Ein Drittel der Bevölkerung – dessen Medianalter bei 21 Jahren liegt – lebt unterhalb der Armutsgrenze von 5,50 US-Dollar pro Tag, und die Arbeitslosenquote unter den Gabunern zwischen 15 und 24 Jahren wird für 2020 auf 40 % geschätzt. Dem gegenüber besitzt das rohstoffreiche Land mit 8.017 US-Dollar (2022) das höchste Bruttoinlandsprodukt (BIP) pro Kopf auf dem afrikanischen Kontinent. Gabun, das zu den größten Erdölproduzenten des afrikanischen Kontinents gehört und Mitglied der Organisation erdölexportierender Länder ist, erwirtschaftet 60 % seiner Einnahmen durch die Ölindustrie.
In einer Rede zum Unabhängigkeitstag des Landes am 17. August 2023 betonte Bongo, ein enger Verbündeter Frankreichs, dass er eine „Destabilisierung“ Gabuns nicht zulassen werde; dabei bezog er sich auf die anderen Putsche.

### Wahlen 2023
Nach den Präsidentschaftswahlen vom 26. August 2023 wurde der amtierende Präsident Ali Bongo Ondimba, der sich um eine dritte Amtszeit beworben hatte, in einer offiziellen Mitteilung vom 29. August zum Sieger erklärt. Bereits vor Schließung der Wahllokale wurde das Land mit einer allgemeinen Ausgangssperre belegt und der Internetzugang im ganzen Land abgeschaltet – Maßnahmen, die die Regierung damit begründete, die Verbreitung von „falschen Nachrichten“ und potenzielle Aufrufe zu Gewalt verhindern zu müssen.
Von Seiten der Oppositionsparteien und unabhängiger Beobachter wurden jedoch sofort Anschuldigungen wegen Wahlbetrugs laut, die Zweifel an der Rechtmäßigkeit des Wahlergebnisses aufkommen ließen. Der Ökonomieprofessor Albert Ondo Ossa, der bei den Wahlen den zweiten Platz belegte, behauptete Unregelmäßigkeiten bei den Wahlen. So wurden kurz vor der Wahl die Wahlzettel geändert mit der Folge geringer eingeräumter Chancen für die Opposition. Bei der Wahl wurde laut dem Hamburger Abendblatt „mit nur einer Stimme sowohl über das Parlament als auch über den Präsidenten abgestimmt. Die Partei des Abgeordneten bekommt also gleichzeitig auch die Stimme für den Präsidentschaftskandidaten.“
Nur zwei Stunden vor Schließung der Wahllokale prangerte Ondo Ossa „vom Bongo-Lager inszenierten Betrug“ an. Er hatte bereits den Sieg für sich beansprucht und Bongo aufgefordert, eine friedliche Machtübergabe auf der Grundlage der von ihm behaupteten Stimmenauszählung zu ermöglichen.
Das offizielle Wahlergebnis wurde mitten in der Nacht ohne Vorankündigung im staatlichen Fernsehen bekannt gegeben. Demnach wurde – so die taz – die Wiederwahl des bisherigen Amtsinhabers Ali Bongo bestätigt mit 293.919 Stimmen, also 62,47 Prozent bei einer Wahlbeteiligung von 56,65 Prozent.
Nur wenige Minuten nachdem das staatliche Wahlgremium den Sieger der Parlamentswahlen erklärt hatte, wurde im Fernsehen bekanntgegeben, dass Präsident Ali Bongo festgenommen und die Wahlen annulliert worden seien.

## Militärputsch
Inmitten wachsender Kritik und weit verbreiteter Proteste gegen die Durchführung der Wahlen starteten die gabunischen Streitkräfte am 30. August einen Staatsstreich. Soldaten, angeführt von hochrangigen Offizieren, übernahmen die Kontrolle über wichtige Regierungsgebäude, Kommunikationskanäle und strategische Punkte in der Hauptstadt Libreville. In der Stadt waren auch Schüsse zu hören.
Der Staatsstreich ereignete sich nur wenige Minuten, nachdem die gabunische Wahlkommission um 3:30 Uhr WAT die Wiederwahl Bongos für gültig erklärt hatte. Während einer im staatlichen Sender Gabon 24 übertragenen Morgenansprache aus dem Präsidentenpalast in Libreville verkündete rund ein Dutzend Militärangehörige das Ende des bestehenden Regimes, wobei ein Sprecher des Militärs behauptete, im Namen eines „Komitees für den Übergang und die Wiederherstellung der Institutionen“ zu sprechen. Die „unverantwortliche und unberechenbare Regierungsführung“ habe zu einer „kontinuierlichen Verschlechterung des sozialen Zusammenhalts geführt, die das Land ins Chaos zu stürzen droht“. Sie kündigten die Annullierung der jüngsten Wahlen und die Auflösung der staatlichen Institutionen an, und die Schließung der Grenzen des Landes. Der Internetzugang, der seit den Wahlen unterbrochen war, wurde Berichten zufolge wiederhergestellt. Unter den Offizieren, die bei der Ankündigung zu sehen waren, befanden sich auch Oberste der Armee und Mitglieder der Republikanischen Garde.
Später gab die Junta die Verhaftung und den Hausarrest von Bongo und einem seiner Söhne und Berater, Noureddin Bongo Valentin (* 1992), bekannt und fügte hinzu, die beiden befänden sich bei ihrer Familie und bei Ärzten. Ebenfalls von der Junta verhaftet wurden der Stabschef des Präsidenten Ian Ghislain Ngoulou, sein Stellvertreter Mohamed Ali Saliou, der Präsidentensprecher Jessye Ella Ekogha, ein weiterer Präsidentenberater und die beiden Spitzenfunktionäre von Bongos Demokratischer Partei Gabuns (PDG). Nach Angaben der Junta wurden sie unter anderem wegen Hochverrats, Veruntreuung, Korruption, Fälschung der Unterschrift des Präsidenten und Drogenhandel verhaftet.
Brice Oligui, Kommandeur der Republikanischen Garde, wurde später von der Militärjunta als Interimspräsident eingesetzt. Später wurde er auf den Schultern von jubelnden Armeeangehörigen gesehen, die ihn „Präsident“ nannten.
Rund eine Woche nach dem Putsch wurde der abgesetzte Präsident Ali Bongo aus dem Hausarrest entlassen, um sich frei zu bewegen oder für medizinische Untersuchungen ins Ausland reisen.
Im nationalen Fernsehen wurde im Oktober 2023 die Zusammensetzung eines neuen Parlaments unter der Führung Brice Oliguis verkündet. Unter den Mitgliedern befinden sich auch Oppositionspolitiker und Anhänger Ondimbas. Dem Militär zufolge sollen zwischen April und Juni 2024 Neuwahlen stattfinden.

## Einordnung und Reaktionen
Der Staatsstreich in Gabun ist der siebte in West- und Zentralafrika seit 2020, nach ähnlichen Vorfällen in Mali (zweimal), Guinea, Burkina Faso (zweimal) und Niger.

### Gabun
Nach der Bekanntgabe des Staatsstreichs kam es in den Straßen von Libreville, der Hauptstadt Gabuns, zu Feierlichkeiten. Der Hafen von Libreville hat seinen Betrieb eingestellt. Albert Ondo Ossa, Bongos aussichtsreichster Gegenkandidat bei den annullierten Wahlen, äußerte sich nicht zum Putsch, und sagte, er warte weitere Entwicklungen ab.

### Afrika
Die ECCAS forderte das Militär dazu auf, die verfassungsmäßige Ordnung wiederherzustellen.
Moussa Faki, Vorsitzender der Kommission der Afrikanischen Union, verurteilte den Putsch und forderte die Sicherheitskräfte Gabuns auf, die Sicherheit von Bongo, seiner Familie und Mitgliedern seiner Regierung zu gewährleisten.

### Europa
Der Hohe Vertreter der Europäischen Union für Außen- und Sicherheitspolitik, Josep Borrell, sagte, dass eine militärische Übernahme die Instabilität in Afrika verstärken würde, nannte dies ein „großes Problem für Europa“ und „die Herausforderungen, vor denen Gabun steht, müssen gelöst werden“, sagte er.
Frankreichs Präsident Emmanuel Macron verurteilte den Putsch und rief dazu auf, das amtliche Wahlergebnis und somit den Sieg von Ali Bongo zu respektieren. Das französische Bergbauunternehmen Eramet, das Tausende von Menschen in Gabun beschäftigt, erklärte, dass es aus Sicherheitsgründen alle Arbeiten in dem Land eingestellt habe.

### China
Der stellvertretende Generaldirektor der Informationsabteilung des Außenministeriums von China „forderte die relevanten Seiten im Land auf, von den grundlegenden Interessen der Nation und des Volkes auszugehen, Differenzen friedlich durch Dialog zu lösen, die Ordnung frühzeitig wiederherzustellen, die persönliche Sicherheit von Präsident Ali Bongo Ondimba zu gewährleisten und die größeren Interessen von nationalem Frieden, Stabilität und Entwicklung zu wahren.“

### USA
Der Kommunikationsdirektor des United States National Security Council, John Kirby, äußerte „es ist für uns zutiefst besorgniserregend. Wir werden ein Unterstützer der Menschen in der Region bleiben, ein Unterstützer der Menschen in Gabun und ihrer Forderung nach demokratischer Regierungsführung“ […], die Vereinigten Staaten würden „sich weiterhin auf die Förderung der Demokratie auf dem Kontinent konzentrieren“.